# Frederik Markmann
Frederik Joachim August Markmann f. Marckmann (13. oktober 1848 i København – 15. juli 1927 i Vejle) var en dansk embedsmand, der var den første formand for Dansk Boldspil-Union (DBU).

## Embedskarriere
Markmann var søn af rugbrødsbagermester Frederik Markmann og Bolette Poulsen. Han blev 1866 student fra det von Westenske Institut, 1872 cand. jur., var 1873-78 assistent i Overformynderiets bogholderi, derefter i Finansministeriet. Han blev 1889 fuldmægtig i Domænekontoret, 1892 amtsforvalter for Holstebro Amtstuedistrikt, 6. oktober 1909 Ridder af Dannebrog, 1913 udnævnt til amtsforvalter for Vejle Amtstuedistrikt samt skovkasserer for Randbøl Distrikt og fik 25. september 1921 (fra 30. samme måned) afsked fra statstjenesten og blev samtidig udnævnt til Dannebrogsmand. Markmann var også kommunal revisor i Holstebro og medlem af bestyrelsen for Vejle-Vandel Jernbane. Han oprettede og ledede i Holstebro en forsøgsanstalt for fiskeudklækning.

## Sportsmand
Da 26 foreninger den 18. maj 1889 stiftede Dansk Boldspil-Union, blev Frederik Markmann unionens første formand. Markmann spillede ikke fodbold til daglig, men dyrkede udelukkende langbold og tennis i Kjøbenhavns Boldklub (KB), som han også var medstifter af. Året efter blev han afløst på formandsposten af klubkammeraten Harald Hilarius-Kalkau.
Sent i sit liv ægtede Markmann 4. april 1926 i Sankt Nicolai Kirke i Vejle Thomasine Kirstine Frøsig (4. september 1870 i Jerne - 26. november 1950 i København), datter af gartner Niels Thomsen Frøsig og Ingeborg Mortensen. Markmann døde dog allerede året efter. Hun giftede sig 2. gang 14. juni 1945 i Hørsholm Kirke med kordegn ved Fredens Kirke i København Peter Lassen (13. maj 1893 i Funder - ?).